# Lijst van voetbalinterlands Litouwen - Noorwegen
Deze lijst van voetbalinterlands is een overzicht van alle officiële voetbalwedstrijden tussen de nationale teams van Litouwen en Noorwegen. De landen hebben tot op heden twee keer tegen elkaar gespeeld. De eerste ontmoeting was een vriendschappelijke wedstrijd in Oslo op 18 augustus 1999. Het laatste duel, eveneens een vriendschappelijke wedstrijd, vond plaats op 7 juni 2011 in de Noorse hoofdstad.

## Wedstrijden
| № | Plaats | Datum            | Competitie        | Wedstrijd            | Uitslag |
| - | ------ | ---------------- | ----------------- | -------------------- | ------- |
| 1 | Oslo   | 18 augustus 1999 | Vriendschappelijk | Noorwegen − Litouwen | 1 − 0   |
| 2 | Oslo   | 7 juni 2011      | Vriendschappelijk | Noorwegen − Litouwen | 1 − 0   |

## Samenvatting
| Competitie        | Totaal gespeeld | Winst Litouwen | Gelijk | Winst Noorwegen | Doelsaldo Litouwen – Noorwegen |
| ----------------- | --------------- | -------------- | ------ | --------------- | ------------------------------ |
| Vriendschappelijk | 2               | 0              | 0      | 2               | 0 − 2                          |
| Totaal            | 2               | 0              | 0      | 2               | 0 − 2                          |

## Details

### Eerste ontmoeting
| Vriendschappelijk (Oslo, Noorwegen, 18 augustus 1999): |              | |
| Noorwegen | 1 – 0        | Litouwen |
| Andreas Lund 87' | goals        | |
| Nils Johan Semb | bondscoach   | Kęstutis Latoža |
| Frode Olsen 46' Vegard Heggem 46' Henning Berg Erik Hoftun André Bergdølmo Bent Skammelsrud 66' Erik Mykland Øyvind Leonhardsen Ole Gunnar Solskjær Tore André Flo Steffen Iversen | opstellingen | Pavelas Leusas Sergejus Novikovas Artūras Sobolis Vidas Alunderis Nerijus Radžius Andrius Jokšas Žydrūnas Grudzinskas 85' Egidijus Juška 76' Nerijus Vasiliauskas Robertas Poškus 66' Giedrius Barevičius |
| Espen Baardsen 46' Gunnar Halle 46' Andreas Lund 66' | wissels      | 66' Andrius Puotkalis 76' Dainius Saulėnas 85' Rolandas Karčemarskas |
| Bent Skammelsrud 41' | gele kaarten | 72' Robertas Poškus |

### Tweede ontmoeting
| Vriendschappelijk (Oslo, Noorwegen, 7 juni 2011): |              | |
| Noorwegen | 1 – 0        | Litouwen |
| Morten Gamst Pedersen 84' | goals        | |
| Egil Olsen | bondscoach   | Raimondas Žutautas |
| Rune Jarstein Espen Ruud Kjetil Wæhler Brede Hangeland John Arne Riise 81' Bjørn Helge Riise 59' Henning Hauger 46' Ruben Yttergård Jenssen 46' Morten Gamst Pedersen Erik Huseklepp Mohammed Abdellaoue 46' | opstellingen | Ernestas Šetkus Deividas Česnauskis Arūnas Klimavičius Tadas Kijanskas Ramūnas Radavičius 71' Mindaugas Panka Linas Pilibaitis 58' Edgaras Česnauskis 61' Mantas Savėnas Marius Papšys 79' Tadas Labukas |
| Daniel Braaten 46' Håvard Nordtveit 46' Simen Brenne 46' Tom Høgli 59' Jonathan Parr 81' Espen Bugge Pettersen Vadim Demidov Christian Grindheim Markus Henriksen                                            | wissels      | 58' Vitalijus Kavaliauskas 61' Dominykas Galkevičius 71' Povilas Leimonas 79' Nerijus Astrauskas Mindaugas Malinauskas Algis Jankauskas Gediminas Paulauskas                                             |
| Daniel Braaten 90' | gele kaarten | 48' Linas Pilibaitis 83' Ramūnas Radavičius |
| - Debuut van Håvard Nordtveit (Borussia Mönchengladbach) voor Noorwegen. - Debuut van Povilas Leimonas (Sūduva Marijampolė) en Marius Papšys (FK Příbram) voor Litouwen.                                     |              | |

LFF · A-internationals · Bondscoaches · Statistieken · Litouws vrouwenelftal · Olympisch elftal · Litouwen U21 · Litouwen U20 · Litouwen U19 · Litouwen U18 · Litouwen U17 · Litouwen U16
1923 – 1929 ·
1930 – 1939 ·
1940 – 1949 ·
1950 – 1989 · 
1990 – 1999 ·
2000 – 2009 ·
2010 – 2019 ·
2020 − 2029
1923 · 
1924 · 
1925 · 
1926 · 
1927 · 
1928 · 
1929 · 
1930 · 
1931 · 
1932 · 
1933 · 
1934 · 
1935 · 
1936 · 
1937 · 
1938 · 
1939 · 
1940 · 
1941–1944 · 
1945 · 
1946 · 
1947 · 
1948 · 
1949 · 
1950–1955 · 
1956 · 
1957–1978 · 
1979 · 
1980–1989 · 
1990 · 
1991 · 
1992 · 
1993 · 
1994 · 
1995 · 
1996 · 
1997 · 
1998 · 
1999 · 
2000 · 
2001 · 
2002 · 
2003 · 
2004 · 
2005 · 
2006 · 
2007 · 
2008 · 
2009 · 
2010 · 
2011 · 
2012 · 
2013 · 
2014 · 
2015 · 
2016 · 
2017 ·
2018 ·
2019 ·
2020 ·
2021
Albanië ·
Andorra ·
Argentinië ·
Armenië ·
Azerbeidzjan ·
België ·
Bosnië en Herzegovina ·
Brazilië ·
Bulgarije ·
Chili ·
Cyprus ·
Denemarken ·
Duitsland ·
Egypte ·
Engeland ·
Estland ·
Faeröer ·
Finland ·
Frankrijk ·
Georgië ·
Gibraltar ·
Griekenland ·
Hongarije ·
Ierland ·
IJsland ·
Indonesië ·
Iran ·
Israël ·
Italië ·
Joegoslavië ·
Jordanië ·
Kazachstan ·
Koeweit ·
Kosovo ·
Kroatië ·
Letland ·
Liechtenstein ·
Luxemburg ·
Mali ·
Malta ·
Moldavië ·
Montenegro ·
Nieuw-Zeeland ·
Noord-Ierland ·
Noord-Macedonië ·
Noorwegen ·
Oekraïne ·
Oostenrijk ·
Polen ·
Portugal ·
Roemenië ·
Rusland ·
San Marino ·
Saoedi-Arabië ·
Schotland ·
Servië ·
Servië en Montenegro ·
Slovenië ·
Slowakije ·
Spanje ·
Tsjechië ·
Turkije ·
Turkmenistan ·
Verenigde Arabische Emiraten ·
Wit-Rusland ·
Zweden ·
Zwitserland
NFF · A-internationals · Selecties · Bondscoaches · Noors vrouwenelftal · Olympisch elftal · Noorwegen U21 · Noorwegen U20 · Noorwegen U19 · Noorwegen U18 · Noorwegen U17 · Noorwegen U16 · Vrouwen U17
1908 – 1919 ·
1920 – 1929 ·
1930 – 1939 ·
1940 – 1949 ·
1950 – 1959 ·
1960 – 1969 ·
1970 – 1979 ·
1980 – 1989 ·
1990 – 1999 ·
2000 – 2009 ·
2010 – 2019 ·
2020 − 2029
EK 2000
WK 1938 ·
WK 1994 ·
WK 1998
OS 1912 · 
OS 1920 · 
OS 1936 · 
OS 1952 · 
OS 1984
1908 ·
1909 ·
1910 ·
1911 ·
1912 · 
1913 · 
1914 · 
1915 · 
1916 · 
1917 · 
1918 · 
1919 · 
1920 · 
1921 · 
1922 · 
1923 · 
1924 · 
1925 · 
1926 · 
1927 · 
1928 · 
1929 · 
1930 · 
1931 · 
1932 · 
1933 · 
1934 · 
1935 · 
1936 · 
1937 · 
1938 · 
1939 · 
1940 – 1944 · 
1945 · 
1946 · 
1947 · 
1948 · 
1949 · 
1950 · 
1952 · 
1952 · 
1953 · 
1954 · 
1955 · 
1956 · 
1957 · 
1958 · 
1959 · 
1960 · 
1961 · 
1962 · 
1963 · 
1964 · 
1965 · 
1966 · 
1967 · 
1968 · 
1969 · 
1970 · 
1971 · 
1972 · 
1973 · 
1974 · 
1975 · 
1976 · 
1977 · 
1978 · 
1979 · 
1980 · 
1981 · 
1982 · 
1983 · 
1984 · 
1985 · 
1986 · 
1987 · 
1988 · 
1989 · 
1990 ·
1991 · 
1992 · 
1993 · 
1994 · 
1995 · 
1996 · 
1997 · 
1998 · 
1999 · 
2000 · 
2001 · 
2002 · 
2003 · 
2004 · 
2005 · 
2006 · 
2007 · 
2008 · 
2009 · 
2010 · 
2011 · 
2012 · 
2013 · 
2014 · 
2015 · 
2016 · 
2017 · 
2018 ·
2019 ·
2020 ·
2021 ·
2022 ·
2023 ·
2024
Albanië ·
Argentinië ·
Armenië ·
Australië ·
Azerbeidzjan ·
Bahrein ·
België ·
Bermuda ·
Bosnië en Herzegovina ·
Brazilië ·
Bulgarije ·
China ·
Colombia ·
Costa Rica ·
Cyprus ·
Denemarken ·
DDR ·
Duitsland ·
Egypte ·
Engeland ·
Estland ·
Faeröer ·
Finland ·
Frankrijk ·
Georgië ·
Ghana ·
Gibraltar ·
Grenada ·
Griekenland ·
Guatemala ·
Honduras ·
Hongarije ·
Hongkong ·
Ierland ·
IJsland ·
Israël ·
Italië ·
Jamaica ·
Japan ·
Joegoslavië ·
Jordanië ·
Kameroen ·
Kazachstan ·
Koeweit ·
Kosovo ·
Kroatië ·
Letland ·
Litouwen ·
Luxemburg ·
Malta ·
Marokko ·
Mexico ·
Moldavië ·
Montenegro ·
Nederland ·
Nieuw-Zeeland ·
Nigeria ·
Noord-Ierland ·
Noord-Korea ·
Noord-Macedonië ·
Oekraïne ·
Oman ·
Oostenrijk ·
Panama ·
Paraguay ·
Polen ·
Portugal ·
Qatar ·
Roemenië ·
Rusland ·
Saarland ·
San Marino ·
Saoedi-Arabië ·
Schotland ·
Senegal ·
Servië ·
Servië en Montenegro ·
Singapore ·
Slovenië ·
Slowakije ·
Sovjet-Unie ·
Spanje ·
Thailand ·
Trinidad en Tobago ·
Tsjechië ·
Tsjecho-Slowakije ·
Tunesië ·
Turkije ·
Uruguay ·
Verenigde Arabische Emiraten ·
Verenigde Staten ·
Verenigd Koninkrijk ·
Wales ·
Wit-Rusland ·
Zuid-Afrika ·
Zuid-Korea ·
Zweden ·
Zwitserland